# 座標法
座標法（ざひょうほう）とは、平面において多角形の頂点座標によってその面積を求める数学的アルゴリズム。測量における用語の一つ。
靴紐公式、靴紐の方法、靴紐のアルゴリズム、ガウスの面積公式とも呼ばれる。
三辺法や三斜法に比べ、基本的に座標値を直接用いた四則演算のみで面積が求められるため、計算機上での求積に適しており、また余計な誤差が入り込む余地が少ないといえる。測量法に基づいて、公共測量を実施する際に測量計画機関が作成する作業規程の規範となる「作業規程の準則」（平成20年国土交通省告示第413号）では、原則として面積の計算に座標法を使用することを規定している。

## 概要
n個の頂点 (x1,y1),(x2,y2),...,(xn,yn) から成る自己交差を持たない多角形の面積は
{\displaystyle {\begin{aligned}S&={\frac {1}{2}}\left|\sum _{k=1}^{n}(x_{k}y_{k+1}-x_{k+1}y_{k})\right|\\&={\frac {1}{2}}\left|\sum _{k=1}^{n}(x_{k}-x_{k+1})(y_{k}+y_{k+1})\right|\\&={\frac {1}{2}}\left|\sum _{k=1}^{n}x_{k}(y_{k+1}-y_{k-1})\right|\\&={\frac {1}{2}}\left|\sum _{k=1}^{n}y_{k}(x_{k-1}-x_{k+1})\right|\end{aligned}}}
ただし x0=xn,y0=yn,xn+1=x1,yn+1=y1とする。
頂点の順序付けが反時計回りである場合、総和の結果は正であり、絶対値を省略することが出来る。時計回りである場合、総和の結果は負となる。
この式はグリーンの定理の特別な場合とみなすことが出来る。a≦t≦bで媒介変数表示された単一閉曲線(x(t),y(t))で囲まれる領域の面積は
{\displaystyle S={\frac {1}{2}}\left|\int _{a}^{b}\left(x(t)y'(t)-x'(t)y(t)\right)\,dt\right|}

## 例
- 三角形の面積 {\displaystyle {\tfrac {1}{2}}\left|x_{1}y_{2}-x_{2}y_{1}+x_{2}y_{3}-x_{3}y_{2}+x_{3}y_{1}-x_{1}y_{3}\right|}
- 四角形の面積 {\displaystyle {\tfrac {1}{2}}\left|x_{1}y_{2}-x_{2}y_{1}+x_{2}y_{3}-x_{3}y_{2}+x_{3}y_{4}-x_{4}y_{3}+x_{4}y_{1}-x_{1}y_{4}\right|}
- 五角形の面積 {\displaystyle {\tfrac {1}{2}}\left|x_{1}y_{2}-x_{2}y_{1}+x_{2}y_{3}-x_{3}y_{2}+x_{3}y_{4}-x_{4}y_{3}+x_{4}y_{5}-x_{5}y_{4}+x_{5}y_{1}-x_{1}y_{5}\right|}